# Elio Sgreccia
Elio Sgreccia (6. června 1928 Arcevia – 5. června 2019 Řím) byl italský římskokatolický kněz, specialista v oblasti bioetiky, kardinál.
Kněžské svěcení přijal 29. června 1952. Řadu let byl rektorem semináře ve Fano. Dne 5. listopadu 1992 ho papež Jan Pavel II. jmenoval sekretářem Papežské rady pro rodinu. V souvislostí se jmenováním byl vysvěcen na biskupa 6. ledna 1993. V dubnu 1996 na práci v radě rezignoval. K práci v římské kurii se vrátil v roce 2005, kdy byl jmenován předsedou Papežské akademie pro život. K tématům, kterým se věnoval, patřily mj. otázky darování orgánů, kmenových buněk, výhrady svědomí nebo situace permanentního vegetativního stavu. Vydal „Manuál bioetiky pro lékaře a biology“. 
Na odpočinek odešel v červnu 2008, krátce po svých osmdesátých narozeninách.
20. října 2010 papež Benedikt XVI. oznámil jeho jméno mezi 24 novými kardinály, jejichž jmenování proběhlo při konzistoři 20. listopadu téhož roku. Vzhledem ke svému věku se nemohl účastnit konkláve, jeho jmenování kardinálem tak mělo především charakter ocenění dosavadní činnosti.